# Stenstrup (Svendborg Kommune)
 For alternative betydninger, se Stenstrup. (Se også artikler, som begynder med Stenstrup)
Stenstrup er en stationsby på Fyn med 1.777 indbyggere  (2024). Stenstrup er beliggende i Stenstrup Sogn nær Svendborgmotorvejen 12 kilometer nord for Svendborg, 15 kilometer syd for Ringe og 37 kilometer syd for Odense. Byen tilhører Svendborg Kommune og er beliggende i Region Syddanmark.
Stenstrup Kirke og Stenstrup Skole ligger i byen. Stenstrup Skole er sammen med Kirkeby Skole en del af Issøskolen. Stenstrup Skole rummer mellem- og udskolingen mens indskolingen fysisk er placeret på Kirkeby Skole.
Byen har god opbakning til idrætsforeningen. Siden 1966 har idrætsforeningen afholdt den årlige byfest, Top Hat Fest. Idrætsforeningen driver desuden genbrugsbutik og motionscenter i den tidligere hjemmeværnsgård. Midt i byen ligger Stenstruphallen. Nærdemokratigruppen 5771 er en lokal borgerforening som bl.a. fungerer som høringspart for Svendborg Kommune i forbindelse med beslutninger der vedrører området.
Byen har (januar 2017) Dagli'Brugs, bager, slagter, blomsterbutik, pizzeria og bodega/grillbar samt selvbetjeningsbibliotek. Der findes desuden lægehus, tandlægehus, fysioterapi, børnehave og dyrlæge i byen. I de senere år er flere scener i danske film blevet optaget i byen, bl.a. i filmen Broderskab og DAN-DREAM.
Stenstrup Fjernvarme A.m.b.a. leverer fjernvarme til det meste af byen. I en opgørelse lavet af Bolius fra 2014 omhandlende den billigste fjernvarme Arkiveret 3. januar 2017 hos  Wayback Machine, lå Stenstrup Fjernvarme som nr. 99 ud af 428 med en pris pr. MWh på kr. 495,-. Landsgennemsnittet var på daværende tidspunkt kr. 523,-. Prisen for fjernvarmen i Stenstrup var i 2016 faldet til kr. 445,- pr. MWh.
Svendborgbanen gennemskærer byens østlige del. Der findes to trinbrætter i byen, Stenstrup og Stenstrup Syd. Nabolandsbyen Kirkeby ligger blot 600 meter væk og hører under Stenstrups postnummer, 5771. Der har gennem årene været stærk rivalisering blandt de to landsbyer - ikke mindst blandt byernes idrætsforeninger.
Området syd for Stenstrup har været kendt som en af Danmarks betydeligste teglværksegne.